# Popelivșciîna, Ohtîrka
Popelivșciîna (în ucraineană Попелівщина) este un sat în comuna Cerneciciîna din raionul Ohtîrka, regiunea Sumî, Ucraina.

## Demografie
Componența lingvistică a localității Popelivșciîna
     Ucraineană (98,75%)
     Rusă (1,25%)
Conform recensământului din 2001, majoritatea populației localității Popelivșciîna era vorbitoare de ucraineană (98,75%), existând în minoritate și vorbitori de rusă (1,25%).